# TLC (Latinoamérica)
TLC (acrónimo de Travel & Living Channel) es un canal de televisión por suscripción latinoamericano de origen estadounidense, con programación centrada en estilos de vida. Sus oficinas se ubican en Silver Spring, Maryland en Estados Unidos. La programación que abarcaba tres temáticas principales: viajes, culinaria y personalidades fueron movidos al canal Discovery World.

## Historia
Fue lanzado el 17 de julio de 2000 como Discovery Travel & Adventure. El 27 de diciembre de 2004, fue renombrado como Discovery Travel & Living, con un reenfoque de audiencia hecho al nivel internacional por parte de Discovery Networks, que también afectó a los canales Discovery Home & Health y a Discovery Real Time (disponible en Europa).
En diciembre de 2009, el canal fue lanzado en Latinoamérica como una señal en alta definición, con la programación de Discovery Home & Health y Travel & Living.
El 1 de noviembre de 2011, el canal adoptó el nombre «TLC: Travel and Living Channel» para adaptarse a la competencia de otros canales de similares características (como Sun Channel). La señal transmite una combinación de documentales, shows de cocina, programas de aventura y telerrealidad.
El 16 de marzo de 2015, TLC HD fue relanzado como Discovery World, dejando al canal sin una señal HD propia hasta 2017, cuando fue lanzada nuevamente.

## Estructura de señales
Las 4 señales se emiten en alta definición de forma nativa en simultáneo con la señal en resolución estándar.
- Señal México: distribuida exclusivamente en ese país. Usa como referencia el horario de la Ciudad de México (UTC-6/-5 DST).
- Señal Panregional: disponible para Colombia, Chile, Ecuador, Bolivia, Perú, Centroamérica y Venezuela. Usa como referencia el horario de Bogotá (UTC-5).
- Señal Sur: disponible para Argentina, Paraguay y Uruguay. Usa como referencia el horario de Buenos Aires (UTC-3)
- Señal Brasil: Transmite en portugués exclusivamente para ese país. Usa como referencia el horario de Brasilia (UTC-3/-2 DST).

- Datos: Q7670584